# Урочище Балка Гостра

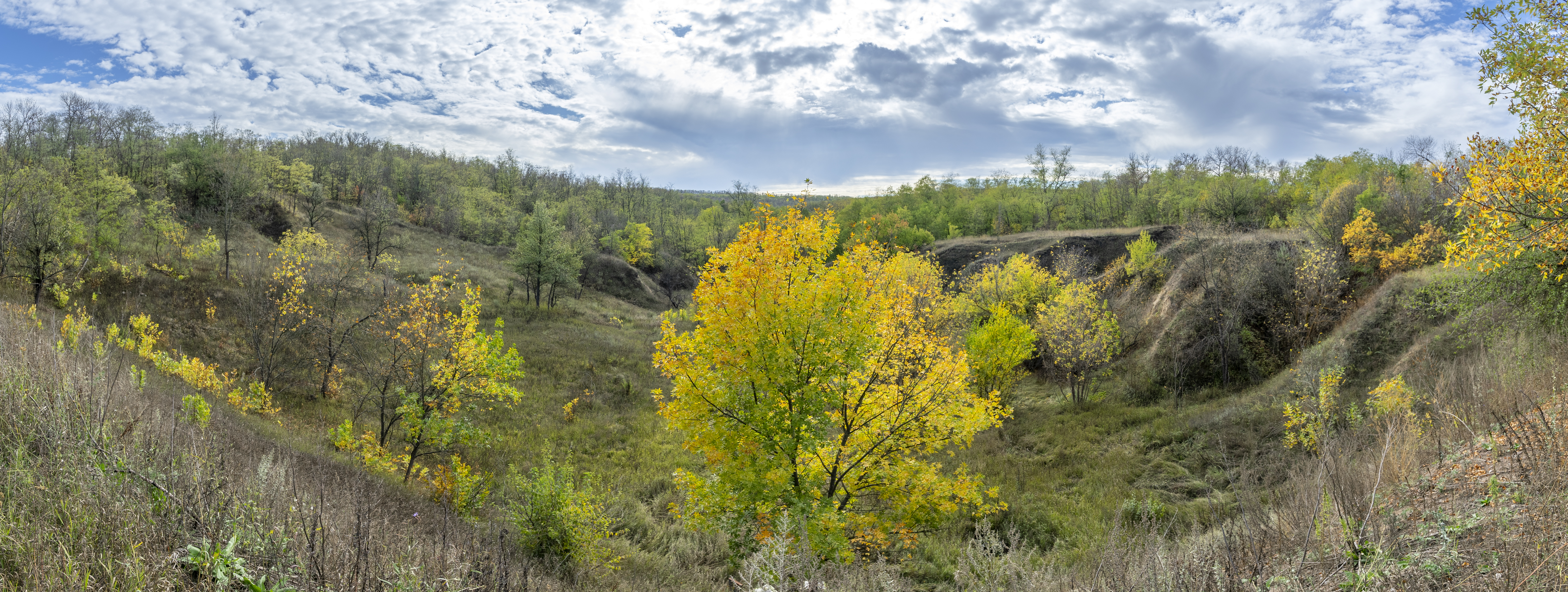
На півночі урочища

Східна частина урочища

Урочище Балка Гостра — ботанічний заказник місцевого значення. Заказник розташований біля села Суслівка, Верхньодніпровського району Дніпропетровської області, Бородаївське лісництво кв. 2, 3.
Площа заказника — 175,0 га, створений у 1977 році.
Балка починається на високому лесовому пагорбі та впадає в Дніпро. Балка посічена глибокими ярами та проваллями, особливо у верхів'я. Заказник з півночі та сходу омивається Дніпром, з заходу — річкою Омельник. З півдня відділений від решти вододілу Бородаївською балковою системою. Більша частина заказника засаджена штучним лісом в якому домінує акація біла. Також зустрічаються дуб, клен польовий, в'яз граболистий, груша. В пониззі балки є відкриті ділянки на яких збереглася степова рослинність. Гирло балки використовується як сільськогосподарські угіддя.